# Cettia seebohmi
Cettia seebohmi là một loài chim trong họ Cettiidae.